# Clubiona neocaledonica
Clubiona neocaledonica là một loài nhện trong họ Clubionidae.
Loài này thuộc chi Clubiona. Clubiona neocaledonica được Lucien Berland miêu tả năm 1924.